# بی منجگان
بی منجگان، روستایی از توابع بخش مرکزی شهرستان کهگیلویه در استان کهگیلویه و بویراحمد ایران است.
مردم روستای بی منجگان از ایل اولادمیرزالی هستند و شغل اکثریت مردم این روستا کشاورزی و دامداری است .

## جمعیت
این روستا در دهستان دهدشت غربی قرار دارد و براساس سرشماری مرکز آمار ایران در سال ۱۳۸۵، جمعیت آن ۴۵۴ نفر (۹۳خانوار) بوده‌است.

## در ضرب‌المثل‌ها
آن وقت که همه جا نعمت فراوان بود، بی منجگان ویرانه بود.